# Хуп, Джеска
Джессика «Джеска» Ада Хуп (англ. Jessica «Jesca» Ada Hoop, род. 21 апреля 1975, Санта-Роза, Калифорния) — американская певица и гитаристка, а также автор песен.

## Биография

### Детство
Хуп родилась в Санта-Розе, Калифорния. Родители — Джанетт и Джек Деннис Хуп. Джессика научилась петь традиционные народные мелодии в четырёх частях гармонии, она гармонировала вместе со своей музыкальной семьёй. Джессика начала петь в Санта-Розе в сводном хоре, прежде чем она с родителями переехали в поселение на севере Калифорнии, Вайоминге и высоких горах Аризоны, где Хуп также работала в реабилитационной программе для детей. Она начала писать особенные песни в возрасте 14 лет, чтобы отвлечься во время долгого пути в школу. В 16 лет Хуп оторвалась от строгого воспитания и начала, как она говорила, "жить как енот", что означало выйти из клетки и быть ближе к природе. Бродя по высокогорным пустыням на Юго-Западе и вдоль береговой линии на Северо-Западе, она работала в качестве гида по выживанию в пустыне и обрела такие навыки, как сельское хозяйство, геодезия и плотничное дело. Она писала песни повсюду, начиная от глубоких речных каньонов и заканчивая походными кострами.

### Карьера
В 2004 году её охватило желание поделиться этими песнями в более широком масштабе. Она поселилась в Лос-Анджелесе, где оттачивала ремесло автора песен и заработала репутацию уникального и по-настоящему живого исполнителя, который пишет о реальных вещах. Хуп начала писать музыку и работала няней для детей Тома Уэйтса и его жены Кэтлин Бреннан. Общение Джессики с Томом привело к её первому выступлению через Ника Харкорта в Южной Калифорнии радиостанции KCRW в 2003 году, с шести-минутным демо, записанным на четыре рекордера. Том Уэйтс сказал так: «Её музыка походит на купание в озере ночью». В The Los Angeles Times Хуп считается одной из десяти певцов Южной Калифорнии, которые являются «новыми и заметными в 2007 году.» Хуп затем подписала контракт с Columbia Records, добавила 3 дополнительных трека и выпустила свой дебютный альбом Kismet в сентябре 2007 года в США, но после революции в Колумбии, её песни перестали транслировать по радио 3 месяца спустя.
С тех пор Хоуп выступает на сцене многими актами. В 2007 она гастролировала с Polyphonic Spree и Мэтт Понд PA. В 2008 году- с Elbow и Марком Нопфлер, а затем в 2009 году с Грегом Лейсвилл, Elbow и Эндрю Берд. Джеска в основном гастролировала по Великобритании и Ирландии в феврале 2010 года, и Франции в марте 2010 года. Она также организовала её собственный тур по Великобритании летом 2010 года, начиная с Лидс 1 мая.
Хуп объявила в сентябре 2008 года, что она будет выпускать альбом под названием «Kismet Acoustic» в октябре 2008 года, показывая одну новую песню и четыре акустические версии композиций из её дебютного компакт-диска. Альбом был выпущен в Великобритании и Европе через её собственный лейбл «Last Laugh».
В июле 2009 года Хуп объявила, что она закончила запись своего второго альбома под названием "Hunting My Dress", после переезда в Манчестер, Англия, по предложению Гая Гарви тремя месяцами ранее. В сентябре, она отправила первый трек на запись в интернете и 30 ноября 2009 года запись стала доступна в Великобритании и Ирландии, в США вышла в июле 2010 года на Vanguard Records. По мнению критиков, "Hunting My Dress" является новым рекордом, который отображает яркую двойственность: свет и тьма, голова и сердце, она сочетает жуткое и висцеральное с обезоруживающе-откровенной близости. Полученная комбинация вызывает мощные воспоминания, с комплексными темами по биологии, природы и человека - эти наблюдения Хоуп сформировали её характер, состоящий в равной степени из красоты и насилия, что, для неё, очевидно, кровь на зубах и когтях.
В июне 2010 года она написала песню "Angel Mom" для Enough Project. Поступившие деньги от песни она направила на защиту и расширение прав и возможностей женщин Конго, а также вдохновить людей во всем мире поднять свой голос за мир в Конго.
Хуп гастролировала с Eels во время их тура по США осенью 2010 и в июле 2011 гастролировала по Великобритании. Кроме того, в конце 2011 года она гастролировала с Питером Габриэлем качестве бэк-вокалистки. В 2011 году она объявила о том, что скоро выйдет её новый альбом «The House That Jack Built». Альбом был выпущен в США через Bella Union.
21 января 2013 года вышел завершённый альбом «The Complete Kismet Acoustic» через PledgeMusic.
Джеска Хуп побывала во всем мире, и её богатый жизненный опыт находит отражение в её отличительном голосе и даре изобретательного создания песен.
Количество поклонников Джески из высших мест все растёт: Том Уэйтс описал "как четырёхстороннюю монету. Она старая душа, как чёрный жемчуг, хорошая ведьма или красная луна". Питер Гэбриэл взял её с собой в Южную Америку, чтобы она спела вместе с ним, она также играла с Eels, Эндрю Берд, Punch Brothers и Elbow. Гай Гарви из Elbow's даже пригласил её быть ведущей на радиошоу BBC в
начале 2012 года.

## Дискография
- Silverscreen Demos (23 ноября, 2004)
- Kismet (18 сентября, 2007)
- Kismet Acoustic EP (24 октября, 2008)
- Hunting My Dress (30 ноября, 2009)
- Snowglobe EP (26 января, 2011)
- The House That Jack Built (25 июня, 2012)
- The Complete Kismet Acoustic (21 января, 2013)
- Undress (3 февраля, 2014)